# MGTOW

Logo MGTOW stworzone w 2013 roku przez Petera Wrighta

MGTOW (wym. [ˈmɪɡtaʊ], ang. Men Going Their Own Way, pol. Mężczyźni Idący Własną Drogą) – ruch obecny głównie w społecznościach internetowych i w sieciach społecznościowych heteroseksualnych mężczyzn, pochodzących ze świata zachodniego i w różnym stopniu zdystansowanych od kobiet, zwłaszcza od instytucji małżeństwa. Będąc częścią współczesnego uniwersalnego ruchu praw mężczyzn, MGTOW podziela pogląd na współczesne problemy społeczne mężczyzn, ale zwolennicy widzą ich rozwiązanie w dobrowolnym usunięciu się, oraz usunięciu (częściowo lub całkowicie) wszelkich instytucji publicznych i konstrukcji prawnych, które wymagałyby bliskich kontaktów z kobietami.
Społeczność ta należy do tak zwanej manosfery. MGTOW to „(...) obietnica trzymania się z dala od poważnych związków z kobietami i nieposiadania dzieci (...)”. MGTOW koncentruje się na własnym samoposiadaniu i samostanowieniu mężczyzn, a nie na zmianie status quo poprzez aktywizm i protesty przeciwko kobietom, dyskryminacji mężczyzn i feminizmowi. To odróżnia MGTOW od ruchu praw mężczyzn jako całości. Southern Poverty Law Center określiło MGTOW jako grupę opowiadającą się za męskim separatyzmem która „pojawiła się na obrzeżach nienawistnej społeczności inceli”.

## Historia
Według Macka Lamoureux: „(...) historia społeczności MGTOW jest niejasna, ale najprawdopodobniej została stworzona w połowie lub na początku pierwszej dekady XXI wieku przez dwóch mężczyzn znanych pod internetowymi pseudonimami Solaris i Ragnar (...)”. Chociaż MGTOW jest najbardziej kojarzony z forami internetowymi Reddit (UK Express nazywa MGTOW „ruchem redditowym”), na YouTube są też filmy o tematyce MGTOW.